# Percy Bysshe Shelley
Percy Bysshe Shelley (Horsham, 1792. augusztus 4. – Lerici, 1822. július 8.); (kiejtés: ['pɜːsi bɪʃ 'ʃɛli]) angol költő, George Byron és John Keats mellett ő az angol romantikus költészet legjelentősebb képviselője.

## Élete
Percy Bysshe Shelley 1792-ben született az angliai Horsham-ban. Szülei, Elizabeth Pilfold és Timothy Shelley hét gyereket neveltek. Percy Bysshe Shelley a legidősebb volt a Shelley testvérek között.
1804-ben Oxfordban tanult. Itt írta a Gothic Zastrozzi (1810) és a The Necessity of Atheism (Az ateizmus szükségszerűsége) (1811); If the knowledge of a God is the most necessary, why is it not the most evident and the clearest? (Ha az Istenről való tudás a legszükségesebb, akkor miért nem a legegyértelműbb és a legnyílvánvalóbb?) műveket. Nemsokára a művek megjelenése után ateista nézetei miatt elbocsátották az egyetemről. Ezt követően Skóciába szökött Harriet Westbrookkal (1795-1816), akit később, 1811. augusztus 28-án feleségül vett. A házasságból két gyerek született: 1813-ban egy Ianthe nevű lány és egy 1814-ben született Charles nevű fiú. Shelley a házába hívta az egyik barátját, akit az egyetemen ismert meg, Thomas Hoggot, és felkérte feleségét, hogy éljenek nyitott házasságban. Ezekben az években gyakran utazott Londonba, hogy könyvesboltokba mehessen, és találkozzon a vallástagadó, de Istenhívő William Godwinnal, Mary Wollstonecraft Godwin (1797-1851) apjával. Godwin hatása alatt számos verset írt, mint például az ismert Queen Mab: A Philosophical Poem (1813) című verset, és különböző politikai reformokat követelő rendezvényeken is részt vett. Ugyancsak Godwin hatására fordult az ateizmus felől, Voltaire deizmusa felé.
Percy Shelley szerelmes lett William Godwin lányába, akivel 1814-ben Svájcba szökött, hátrahagyva terhes feleségét és gyermekét. Tettüket mindkettőjük apja elítélte, ezért mindenféle anyagi támogatást megvontak tőlük. A párt Svájcban Byron fogadta be, Mary Wollstonecraft Godwin itt írta meg Frankenstein, avagy a modern Prométheusz című regényét, melyet a Shelley-vel és Byronnal történt csónakázás közben mesélt szellemtörténetek ihlettek. 1815-ben visszatértek Londonba. Ugyanebben az évben meghalt Shelley nagyapja, aki évi 1000 fontot hagyott neki hátra.

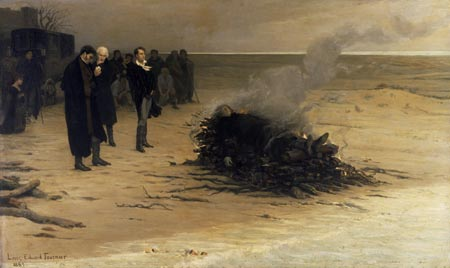
Shelley holttestének elhamvasztása
Louis Édouard Fournier (1889) festménye

1816-ban Harriet, Shelley felesége, öngyilkos lett, Shelley viszont nem kapta meg a gyerekek feletti ügyeleti jogot, azonban mégis sikerült elrabolnia őket. 1818-ban Mary-vel Olaszországba költöztek, itt született meg egyetlen életben maradt gyermekük, Percy Florence. Sokat írt, ugyanakkor sokat hajózott Don Juan nevű hajóján. Egy ilyen hajózás során vesztette el életét is 1822. július 8-án. Az Ariel nevű vitorláson viharba keveredett másik három társával együtt. Holttestét a hullámok négy nap múlva vetették partra. Jó barátja, az akkor már világhírű Byron a közelben lakott, ő rendezte meg a búcsúszertartást. Ókori mintára a tengerparton máglyát emeltetett. A hamvakat azután a tenger hullámaiba szórta. Állítólag a hamvasztás során Shelley szíve nem égett el. Rómában a Protestáns temetőben nyugszik.

## Ismertebb művei
- 1810 – Zastrozzi and St Irvyne
- 1811 – The Necessity of Atheism
- 1815 – Alastor, or The Spirit of Solitude
- 1816 – Mont Blanc
- 1817 – Hymn to Intellectual Beauty
- 1817 – The Revolt of Islam
- 1818 – Ozymandias (text)
- 1818 – Plato, The Banquet (or Symposium) fordítás görögből angolra.
- 1819 – The Cenci
- 1819 – Ode to the West Wind (text)
- 1819 – The Masque of Anarchy
- 1819 – Men of England
- 1819 – England in 1819
- 1819 – The Witch of Atlas
- 1819 – A Philosophical View of Reform
- 1819 – Julian and Maddalo
- 1820 – Prometheus Unbound
- 1820 – To a Skylark
- 1821 – Adonais
- 1821 – Hellas
- 1821 – A Defence of Poetry (először 1840-ben jelent meg)
- 1822 – The Triumph of Life (befejezetlen, 1824-ben került kiadásra, a költő halála után)

## Magyarul megjelent művek
- Shelley költeményei; ford. Molnár István; Országos Ügyvédi Ny., Bp., 1899
- Cenci. Tragédia; ford., bev. Molnár István; Szabó ny., Hajdúböszörmény, 1901
- Shakespeare Hamletje és Byron, Milton, Shelley, Rabindranath Tagore, Whitman, Wilde és Wordsworth: Versek; ford. Szabó T. Attila; Füssy, Torda, 1929
- Shelley válogatott költeményei; szerk., bev. Kardos László, jegyz. Kéry László, ford. Áprily Lajos et al.; Szépirodalmi, Bp., 1951
- A megszabadított Prometheus. Lírai dráma; ford., utószó, jegyz. Weöres Sándor; Móra Bp., 1961 (A világirodalom gyöngyszemei)
- Percy Bysshe Shelley versei; szerk. Kardos László, Kéry László, ford. Babits Mihály et al., jegyz. András T. László; Magyar Helikon, Bp., 1963
- A költészet védelme; ford. Bart István; in: Hagyomány és egyéniség. Az angol esszé klasszikusai; vál. Európa Könyvkiadó munkaközössége, közrem. Ruttkay Kálmán, Ungvári Tamás, utószó Abody Béla, jegyz. Abádi Nagy Zoltán; Európa, Bp., 1967
- Shelley versei; ford. Babits Mihály et al., jegyz. András T. László; Európa, Bp., 1973 (Lyra mundi)
- A Cenci-ház. Dráma öt felvonásban; ford. Eörsi István; Magyar Helikon, Bp., 1979
- Három költő. Antológia Byron, Shelley, Keats műveiből; összeáll., tan. Cs. Szabó László; Szépirodalmi, Bp., 1990
- Óda a nyugati szélhez. Antológia; Interpopulart, Szentendre, 1994
- Shelley és Keats versei; vál., szerk. Ferencz Győző, ford. Babits Mihály et al.; Sziget, Bp., 2000 (Sziget verseskönyvek)
- Byron, Shelley és Keats versei; ford. Babits Mihály et al., vál., szerk., jegyz. Ferencz Győző; Európa, Bp., 2002 (Európa diákkönyvtár)